# Métrica de Reissner-Nordström
La métrica de Reissner-Nordström es una solución exacta con simetría esférica de las ecuaciones de Einstein que describe el campo gravitatorio y electromagnético de un cuerpo masivo con carga neta diferente de cero. Puede considerarse como una generalización de la métrica de Schwarzschild.

## Forma de la métrica
En coordenadas casi-esféricas o coordenadas de Schwarzschild la métrica tiene la forma:

(1){\displaystyle g=-c^{2}\left(1-{\frac {2GM}{c^{2}r}}+{\frac {Ge^{2}}{c^{4}r^{2}}}\right)dt\otimes dt+\left(1-{\frac {2GM}{c^{2}r}}+{\frac {Ge^{2}}{c^{4}r^{2}}}\right)^{-1}dr\otimes dr+r^{2}\left(d\theta \otimes d\theta +\sin ^{2}\theta \ d\phi \otimes d\phi \right)}

Donde se han usado para la carga eléctrica unidades gausianas, y donde hemos restaurado la velocidad de la luz c y la constante de la gravitación G. Usualmente la métrica se escribe usando unidades naturales (c = 1, G = 1).

## Propiedades del espacio-tiempo de Reissner-Nordström

### Contenido material
El espacio-tiempo de Reissner-Nordström es en muchos aspectos similar al espacio-tiempo dado por la métrica de Schwarzschild. Sin embargo, a diferencia de esa otra última solución el tensor de energía-impulso asociado a dicha métrica no se anula idénticamente, revelando que dicho espacio-tiempo está "inundado" por un campo electromagnético estático con simetría esférica.

### Geodésicas
Si {\displaystyle \gamma (\tau )=(t(\tau ),r(\tau ),\theta (\tau ),\phi (\tau ))\;} es la expresión de una curva en términos de un parámetro afín (como por ejemplo el tiempo propio), entonces esa curva será geodésica si se cumple que:

{\displaystyle {\begin{cases}{\ddot {t}}+{\frac {2\mu (r-\epsilon )}{r[r^{2}-\mu (2r-\epsilon )]}}{\dot {t}}{\dot {r}}=0\\{\ddot {r}}+c^{2}{\frac {\mu (r-\epsilon )[r^{2}-\mu (2r-\epsilon )]}{r^{5}}}{\dot {t}}^{2}-{\frac {\mu (r-\epsilon )}{r(r^{2}-\mu (2r-\epsilon )}}{\dot {r}}^{2}-{\frac {r^{2}-\mu (2r-\epsilon )}{r}}\left[{\dot {\theta }}^{2}+{\dot {\phi }}^{2}\sin ^{2}\theta \right]=0\\{\ddot {\theta }}+{\frac {2{\dot {r}}}{r}}{\dot {\theta }}-\sin \theta \cos \theta {\dot {\phi }}^{2}=0\\{\ddot {\phi }}+{\frac {2{\dot {r}}}{r}}{\dot {\phi }}+{\frac {2}{\tan \theta }}{\dot {\phi }}{\dot {\theta }}=0\end{cases}}}

donde:
- {\displaystyle \mu :={\frac {GM}{c^{2}}},\qquad \epsilon :={\frac {e^{2}}{Mc^{2}}}}

### Grupo de isometría
La solución de Reissner-Nordström, presenta las mismas simetrías que la solución de Schwarzshild, es decir, el espacio tiempo es invariante respecto a traslaciones temporales t → t + h y además presenta simetría esférica. Por tanto su grupo de isometría maximal resulta ser isomorfo a {\displaystyle \mathbb {R} \times SO(3)}.

## Regiones del espacio-tiempo de Reissner-Nordström
El número de regiones y la tipología del espacio-tiempo descrito por la métrica de Reissner-Nordström depende del cociente entre la masa y la carga eléctrica.

### Caso 1
El primer caso viene caracterizado por la situación de un cuerpo de cierta masa con una carga eléctrica  neta muy pequeña en relación con su masa. Concretamente este caso se presenta cuando:

{\displaystyle M>{\frac {|e|}{2c{\sqrt {\pi \epsilon _{0}}}}}}

En este caso la solución maximal con simetría esférica consta de tres tipos de regiones:
- Región I o región exterior de la solución asintóticamente plana, caracterizada por R > R+;, que a grandes distancias se parece al campo gravitatorio creado por un astro de simetría esférica con carga eléctrica.
- Región II o región intermedia la solución de Reissner-Nordström, caracterizada por R+ > R > R-.
- Región III o región de agujero negro de la solución de Reissner-Nordström, caracterizada por, R- > R, que en su interior alberga una singularidad espaciotemporal.

### Caso 3
- Datos: Q540664